# Graberje
Graberje is een plaats in de gemeente Petrinja in de Kroatische provincie Sisak-Moslavina. De plaats telt 187 inwoners (2001).